# Coelotes brachiatus
Coelotes brachiatus là một loài nhện trong họ Amaurobiidae.
Loài này thuộc chi Coelotes. Coelotes brachiatus được miêu tả năm 1990 bởi Jia-Fu Wang et al..